# 3 Doors Down
3 Doors Down est un groupe américain de rock alternatif appartenant à la vague post-grunge, originaire d'Escatawpa, dans le Mississippi.

## Biographie

### Débuts (1996–1998)
C’est au milieu des années 1990 dans la petite ville d'Escatawpa, dans le Mississippi que 3 Doors Down voit le jour. Le groupe est formé du chanteur et batteur Brad Arnold, des guitaristes Matt Roberts et Chris Henderson et du bassiste Todd Harrell.
Peu de temps après sa formation, le groupe s’établit comme l’une des meilleures formations live de la région et sort une première démo en 1997 qui s’envole aux mains d’un auditoire sans cesse grandissant. C’est lors d’une apparition au CBGB de New York en 1997 que le groupe attire l’attention du label Republic Records, filiale du géant Universal Music Group.

### Succès (1999–2004)
Après avoir signé une entente avec Republic, le groupe entre en studio pour travailler sur son premier album. Au cours des sessions d’enregistrement, 3 Doors Down accueille le batteur Richard Liles qui vient remplacer Brad Arnold qui peut désormais se concentrer sur le chant à temps plein. Dès sa sortie, en 2000, The Better Life entraîne des comparaisons avec Matchbox Twenty. Le disque se déroule en deux temps : si les trois premiers morceaux (Kryptonite, Loser et Duck And Run) flirtent avec le post-grunge, le reste s’inscrit plutôt dans la lignée du rock mélodique des années 1970. The Better Life devient l’un des succès surprises de l’été 2000, se frayant un chemin dans le top 10 du Billboard, en plus d’être certifié double platine grâce notamment à Kryptonite qui est l’une des chansons les plus diffusées à la radio au cours de l’année et qui se classe dans le top 5 du Billboard Hot 100[réf. nécessaire].
Décidant de battre le fer pendant qu’il est chaud, 3 Doors Down le 12 novembre 2002 avec un deuxième album, Away from the Sun. Il est certifié disque de platine en deux mois après sa sortie. L'album comprend aussi deux singles, Here Without You et When I'm Gone. L'album compte quatre millions d'exemplaires vendus à l'international, dont trois millions aux États-Unis,. Le batteur de session, Josh Freese, est recruté pour les morceaux de batterie sur l'album. Alex Lifeson, guitariste de Rush produit et joue trois chansons : Dangerous Game, Dead Love et Wasted Me, mais seule Dangerous Game sera terminée.
En 2003, 3 Doors Down publie l'EP live Another 700 Miles qui comprend des chansons enregistrées pendant leur concert à Chicago, dans l'Illinois. Another 700 Miles est certifié disque d'or aux États-Unis. Le groupe tourne avec Nickelback en 2004.

### Succès continu (2005–2010)

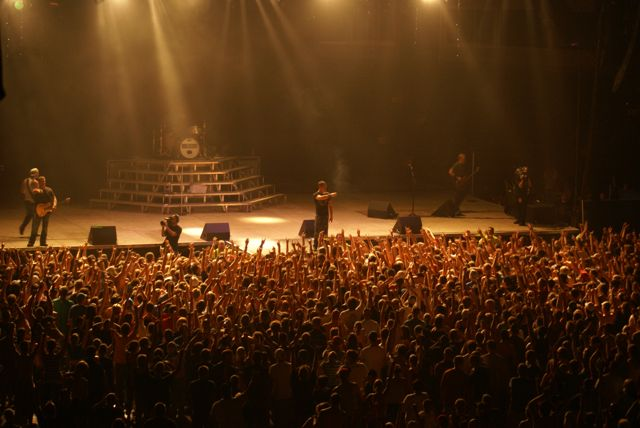
3 Doors Down en concert en 2008.

En 2005, le groupe compte 12 millions d'albums vendus. Le troisième album du groupe, Seventeen Days (2005), est certifié disque de platine. Il compte les singles Let Me Go et Behind Those Eyes qui sont les plus gros succès. Live for Today, Landing in London et Here by Me sont aussi inclus comme singles.
À la fin 2005, le groupe publie le DVD live intitulé Away from the Sun: Live from Houston, Texas. Le DVD est produit et réalisé par Alex Gibney et Doug Biro.
Greg Upchurch, ancien membre de Puddle of Mudd, remplace Daniel Adair en 2005, après le départ d'Adair pour devenir batteur au sein de Nickelback. 3 Doors Down publie leur quatrième album le 20 mai 2008. Il débute premier du Billboard 200, avec 154 000 exemplaires vendus la première semaine de sa sortie. L'album comprend les singles It's Not My Time, Train, Let Me Be Myself et Citizen/Soldier, une chanson dédiée à la garde nationale américaine. En 2009, 3 Doors Down et The Soul Children of Chicago publient la chanson In the Presence of the Lord sur la compilation Oh Happy Day: An All-Star Music Celebration.
Le groupe enregistre en 2009, une chanson spéciale Noël intitulée Where My Christmas Lives.

### Changements de formation (2011–2013)

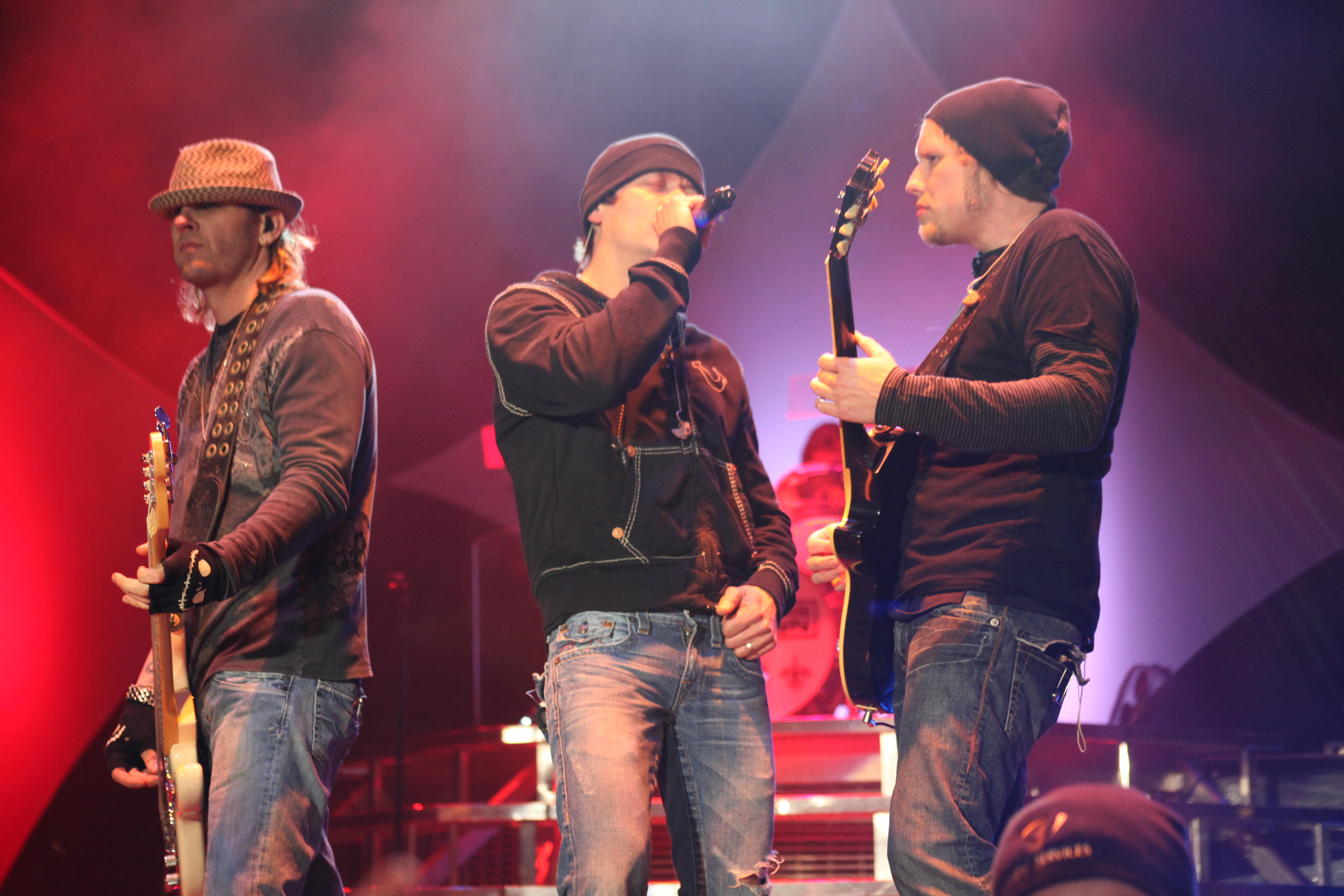
Todd Harrell, Brad Arnold et Matt Roberts en 2011.

Le 23 mai 2012, le guitariste et membre fondateur Matt Roberts a annoncé qu'il quittait le groupe pour des raisons de santé.
Le 22 juin 2013, le groupe se produit au Hellfest, sur une Mainstage.

### Us and the Night(depuis 2014)
Via une vidéo postée sur leur site web, le groupe annonce le 11 mars 2015 l'arrivée d'un nouvel album. Us and the Night sera dévoilé le 11 mars 2016, soit un an, jour pour jour, après cette annonce.
Le groupe a joué lors du concert de l'investiture de Donald Trump le 19 janvier 2017. Cela leur a valu de nombreuses critiques,,,,. La semaine suivante, leur album compilation, The Greatest Hits (en), est entré à nouveau dans le Billboard 200 à la place 94. L'album avait démarré en place 100 lors de sa sortie en 2012 et avait quitté le classement en avril 2016.

## Membres

### Membres actuels
- Brad Arnold - chant (depuis 1996), batterie (1996-2000)
- Chris Henderson - guitare (depuis 1998)
- Greg Upchurch - batterie (depuis 2005)
- Chet Robert - guitare (depuis 2012)
- Justin Biltonen - basse (depuis 2013)

### Anciens membres
- Richard Liles - batterie (2000-2001)
- Daniel Adair - batterie (2002-2005)
- Matt Roberts - guitare, chœurs (1996-2012, décédé en 2016)
- Todd Harrel - basse (1996-2013)